# Истеривачи духова 2
Истеривачи духова 2 (енгл. Ghostbusters II) је америчка научнофантастична комедија из 1989. године, коју је режирао Иван Рајтман, по сценарију Дена Акројда и Харолда Рејмиса. Наставак је филма Истеривачи духова из 1984. године.
У сврху наставка цела екипа из првог филма се поново окупила на снимању. Иако је филм добро прихваћен од обожавалаца, добио је мешане критике од критичара. Филм је зарадио 215 милиона долара широм света и био је осми најуспешнији филм из 1989. године.

## Радња
Пет година након догађаја из првог филма, духова више нема и Истеривачи духова су постали незапослени. Питер ради у једној јефтиној емисији која се бави паранормалним темама, Реј и Винстон забављају децу у вртићима, а Игон ради у једном институту. Ипак, једног дана се зли духови врате: док је превозила своју бебу у колицима, Дејна је остала шокирана када су се колица покренула и стала сама од себе. Она је тражила помоћ код сада незапослених Истеривача духова који откривају огромну реку црвене слузи испод града, која је материјализација свих негативних осећања људи. Када то истраже, случајно покваре доток електричне струје у великом делу града, па заврше на суду. Управо када их судија осуди, појаве се духови и Истеривачи духова крећу у акцију и тако обнављају посао.
За то време, дух злог диктатора Вига са Карпата се вратио у једној слици у Дејниној галерији за обнову и рестаурацију и постао је заповедник Јаноса, смотаног запосленика. Виго жели Дејнину бебу како би добио тело и загосподарио светом. Како би га зауставили, Истеривачи духова употребљују позитивну црвену слуз, створену позитивном енергијом, те тако покрећу Кип слободе са којим провале у зграду у којој је Виго. Успевају да га униште са његовом сликом и ослобађају Јаноса његовог утицаја. На крају изађу на весеље гомиле и срушеног Кипа слободе у позадини.

## Улоге
| Глумац              | Улога                   |
| ------------------- | ----------------------- |
| Бил Мари            | Питер Венкмен           |
| Ден Акројд          | Реј Станц               |
| Сигорни Вивер       | Дејна Барет             |
| Харолд Рејмис       | Игон Спенглер           |
| Рик Моренис         | Луис Тали               |
| Ерни Хадсон         | Винстон Зедемор         |
| Ени Потс            | Џенин Мелниц            |
| Питер Макникол      | др Јанос Поха           |
| Дејвид Марголис     | градоначелник Лени Клоч |
| Харис Јулин         | судија Стивен Векслер   |
| Вилхелм фон Хамбург | Виго                    |
| Ричард Форонџи      | Кон Едисон супервизор   |
| Филип Бејкер Хол    | полицијски комесар      |
| Брајан Дојл-Мари    | психијатар              |
| Курт Фулер          | Џек Хардемајер          |
| Чич Марин           | Супервизор на доку      |

## Пријем
Филм је добио углавном мешане критике од критичара и публике. Сајт Rotten Tomatoes му је дао рејтинг 53%, и просечну оцену 5.3/10. Међутим филм је као и први део био веома успешан на биоскопским благајнама, са зарадом од 215,4 милиона долара широм света.

## Наставак и римејк
Иако су Акројд и продуценти хтели да сниме трећи део недуго након другог дела, то се није догодило. Ситуација се најпре одужила, јер Мари није хтео да се појави у трећем делу. Акројд је 2011. званично најавио снимање трећег дела и унајмио сценаристе. Међутим Мари је и даље одбијао да репризира улогу. Он је 2012. рекао да није хтео да прихвати улогу, јер је сценарио био лош. Акројд је после најавио да ће наставити снимање трећег дела без Марија. Након смрти Харолда Рејмиса 2014. године, Иван Рајтман је отказао пројекат. У августу 2014. Пол Фиг је најавио да ће он режирати трећи део, са женским главним ликовима. Он је касније открио да ће то бити римејк филма, а не наставак. Римејк филма је премијерно приказан 15. јула 2016. године. Међутим 15. јануара 2019. најављен је наставак, који је премијерно приказан 2021. године.